# Charles Hill Mailes
Charles Hill Mailes (Halifax, 25 de maio de 1870 — Los Angeles, 17 de fevereiro de 1937) foi um ator canadense da era do cinema mudo.[carece de fontes?] Ele apareceu em 290 filmes entre 1909 e 1935. Ele nasceu em Halifax, Nova Escócia, Canadá e faleceu em Los Angeles, Califórnia, Estados Unidos. Sua esposa foi a atriz Claire McDowell (casado em 1906), com quem teve dois filhos, Robert e Eugene.